# Begonia quercifolia
Espèce
Synonymes
- Begonia leytensis Elmer[1]
- Begonia wenzelii Merr.[1]

Begonia quercifolia est une espèce de plantes de la famille des Begoniaceae.
L'espèce fait partie de la section Petermannia.
Elle a été décrite en 1859 par Alphonse Pyrame de Candolle (1806-1893).

## Répartition géographique
Cette espèce est originaire du pays suivant : Philippines.